# لوبوخنگا (استان ووتسکی)
لوبوخنگا (به لاتین: Lubochnia) یک روستا در لهستان است که در گمینا لوبوخنگا واقع شده‌است. لوبوخنگا ۶۸۴ نفر جمعیت دارد.